# Çarşıköy, Ayvacık
Çarşıköy là một xã thuộc huyện Ayvacık, tỉnh Samsun, Thổ Nhĩ Kỳ. Dân số thời điểm năm 2010 là 1.261 người.